# ドロシー・ラウドン
ドロシー・ラウドン（Dorothy Loudon、1925年9月17日 - 2003年11月15日）はアメリカ合衆国の女優、歌手。